# Helmschmied

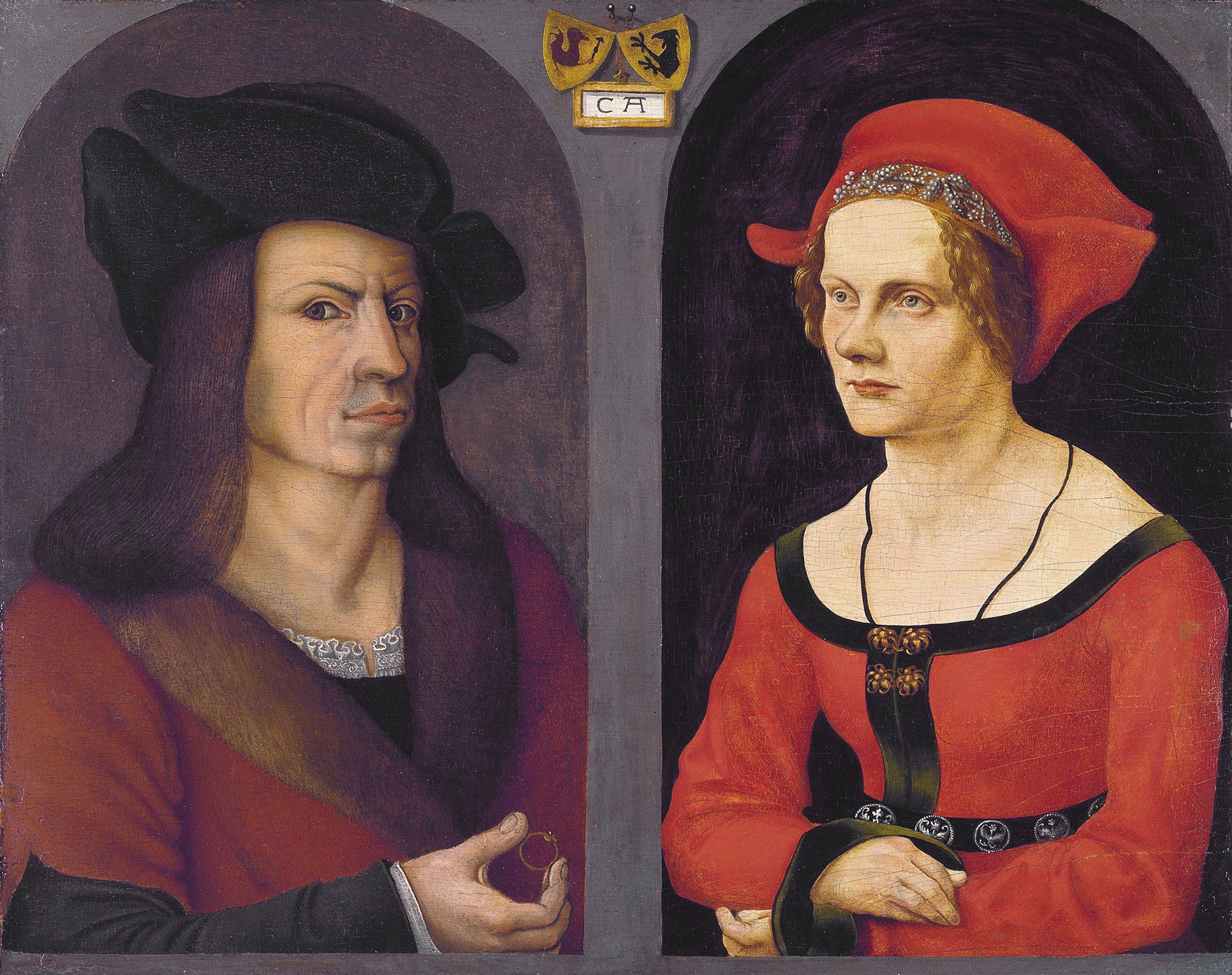
Kolman Helmschmied y Agnes Breu. Retrato de boda, por Jörg Breu el Viejo

Los Helmschmied de Augsburgo (o Augusta, tradicionalmente en español) fueron una de las más prestigiosas familias de herreros de la Europa tardomedieval, destacando como artesanos expertos en la fabricación de armaduras. Su nombre, a veces escrito Helmschmid, significa literalmente herrero de yelmos . Los miembros más conocidos de la familia fueron Lorenz Helmschmied (en activo desde 1467, muerto en 1515), Kolman Helmschmied (1471–1532) y Desiderius Helmschmied (1513–1579).
Los Helmschmied fabricaron armaduras para Felipe II, monarca del Imperio Español, para la alta nobleza del Sacro Imperio Romano Germánico, incluyendo al Emperador, para los archiduques de Austria y el Tirol, así como otros clientes ricos y poderosos de la época. Compitieron por la fama, el prestigio y el patrocinio de la nobleza con las otras dos familias de artesanos fabricantes de armaduras más conocidas y prestigiosas de la época en Europa, los Seusenhofer de Innsbruck (Austria) y los Missaglia de Milán.